# سان ایر اکسپرس
سان ایر اکسپرس (به انگلیسی: Sun Air Express) یک شرکت هواپیمایی با کد یاتا 6G است. دفتر مرکزی سان ایر اکسپرس در دانیا بیچ، فلوریدا، ایالات متحده آمریکا واقع شده‌است و به ۸ مقصد، پرواز مستقیم انجام می‌دهد.